# Irena Kraševac
Irena Kraševac (1961.) hrvatska povjesničarka umjetnosti

## Životopis
Irena Kraševac diplomirala je 1986. godine povijest umjetnosti i španjolski jezik i književnost na Filozofskom fakultetu Sveučilišta u Zagrebu. Od 1989. do 1999. godine radi kao kustosica u Muzejsko-galerijskom centru (Galerija Klovićevi dvori). Magistrirala je 1999. godine s temom "Ivan Meštrović – rano razdoblje. Dokumentacija o životu i djelu kipara Ivana Meštrovića tijekom prvog desetljeća XX. st. i umjetnička djela u kontekstu izložbi bečke i münchenske Secesije i onodobne likovne kritike". Godine 2005. obranila je doktorsku disertaciju "Neostilska sakralna skulptura i oltarna arhitektura u sjeverozapadnoj Hrvatskoj". Predsjednica je Društva povjesničara umjetnosti Hrvatske.

## Važnija djela
- Ivan Meštrović i secesija: Beč, München, Prag; Institut za povijest umjetnosti, Zagreb, 2002., ISBN 953-6106-38-8
- Akademija likovnih umjetnosti u Münchenu i hrvatsko slikarstvo, Institut za povijest umjetnosti, Zagreb, 2008., ISBN 978-953-6106-72-1